# Oreina liturata
Oreina liturata is een keversoort uit de familie bladkevers (Chrysomelidae). De wetenschappelijke naam van de soort werd in 1763 gepubliceerd door Giovanni Antonio Scopoli.